# Good Times (Willie Nelson)
Good Times è l'ottavo album in studio del cantante di musica country statunitense Willie Nelson, pubblicato nel 1969.

## Tracce
Tutti i brani sono di Willie Nelson, eccetto dove indicato.
1. Good Times
2. December Day
3. Sweet Memories (Mickey Newbury)
4. Little Things (Willie Nelson, Shirley Nelson)
5. Pages (Willie Nelson, Shirley Nelson)
6. She's Still Gone (Willie Nelson, Shirley Nelson)
7. Ashamed
8. A Wonderful Yesterday
9. Permanently Lonely
10. Down to Our Last Goodbye (Jan Crutchfield, Wayne Moss)
11. Buddy
12. Did I Ever Love You